# Aretas II

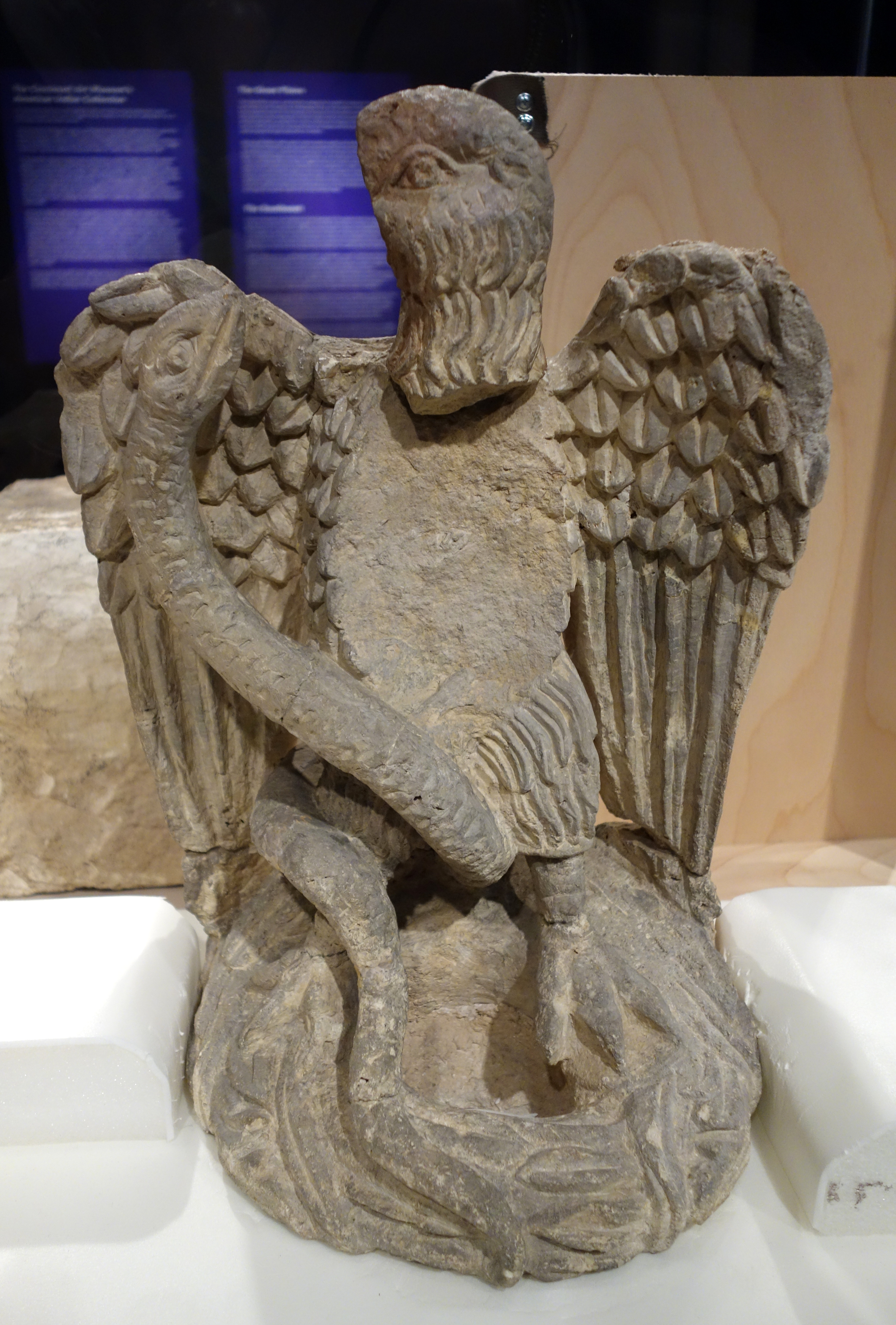
Escultura nabatea de un águila luchando con una serpiente. Cincinnati Art Museum, Siglos I-II d. C.

Aretas II (árabe: حارثة, transliterado Haritha) fue el rey de los nabateos entre 103 y 96 a. C., sucediendo a Rabel I. Fue contemporáneo al rey asmoneo Alejandro Janneo, cuya política expansionista era una amenaza directa al reino nabateo. Durante el sitio de Gaza por Janneo en 99 a. C., los asediados gazatíes pidieron ayuda a "Aretas, rey de los árabes", pero él no fue en su ayuda y la ciudad fue destruida. A Aretas es a quien se le atribuyen las primeras acuñaciones nabateas.